# Шарлотта Корде
Марі-Анна-Шарлотта де Корде д'Армон (фр. Marie-Anne-Charlotte de Corday d’Armont, відома як Шарлотта Корде, 27 липня 1768, парафія Сен-Сатюрнен-де-Ліньєрі поблизу Вімутьє, Нормандія — 17 липня 1793, Париж) — французька дворянка, революціонерка, вбивця Марата. Вшанована на Поверсі спадщини Джуді Чикаго.

## Біографія
Народилася 27 липня 1768 року в родині Жака Франсуа Алексіса де Корде д'Армон і Марі Жаклін, до шлюбу де Готьє де Меніваль, правнучка драматурга П'єра Корнеля. Корде були стародавньою дворянською сім'єю. Батько, як третій син, не міг розраховувати на спадщину: відповідно до майорату все перейшло до старшого брата. Деякий час він служив в армії, потім вийшов у відставку, одружився і зайнявся сільським господарством. Дитинство Марі Анна Шарлотта провела на батьківській фермі Ронсере. Деякий час вона жила і навчалася у дядька, кюре приходу Вік Шарля Амедея. Дядько дав їй початкову освіту і познайомив з п'єсами їх предка, Корнеля. 

### Монастирське життя
Коли Марі Анні Шарлотті було 14, її мати померла в пологах. Батько намагався влаштувати Марі Анну Шарлотту і її молодшу сестру Елеонору в пансіон Сен-Сір, але йому відмовили, оскільки Корде не входили в число дворянських сімей, які відзначилися на королівській службі. Дівчаток взяли пансіонерками на казенне утримання в бенедиктинське абатство Святої Трійці і в Кані, де коад'ютриссою була їхня далека родичка, мадам Пантекулан. У монастирі дозволялося читати не тільки духовні книги, і Корде познайомилася з творами Монтеск'є, Руссо, абата Рейналя. 

### Революція
Відповідно до антиклерикальних декретів 1790 року монастир був закритий, і на початку 1791 року Корде повернулася до батька. Родина жила спочатку в Меніль-Імбер, потім, через сварку батька з місцевим браконьєром, переїхали в Аржантан. У червні 1791 року Корде оселилася в Кані у своєї троюрідної тітки, мадам де Бетвіль. За спогадами її подруги по монастирю Аманди Луай (мадам Маромм): «жоден чоловік ніколи не справив на неї жодного враження, і думки її витали зовсім в інших сферах <...> Вона менш за все думала про шлюб». З монастирських часів Корде багато читала (за винятком романів), пізніше — численні газети й брошури різних політичних напрямків. За словами Луай, на одному із званих обідів в будинку тітки Корде демонстративно відмовилася випити за короля, заявивши, що не сумнівається в його чеснотах, але «він слабкий, а слабкий король не може бути добрим, бо у нього не вистачить сил запобігти нещастю свого народу». Незабаром Аманда Луай разом з родиною переїхала в спокійніший Руан, подруги листувалися і в листах Корде «звучали печаль, жалю про марність життя і розчарування ходом революції». Майже всі листи Корде, адресовані подрузі, знищила мати Аманди, коли стало відоме ім'я вбивці Марата. 
Страта Людовика XVI потрясла Корде, дівчина, що стала «республіканкою задовго до революції», оплакувала не тільки короля: 
...Ви знаєте жахливу новину, і Ваше серце, як і моє, тремтить від обурення; ось вона, наша добра Франція, віддана у владу людям, що заподіяли нам стільки зла! <...> Я здригаюся від жаху і обурення. Майбутнє, підготовлене справжніми подіями, загрожує жахами, які тільки можна собі уявити. Цілком очевидно, що найбільше нещастя вже трапилося. <...> Люди, які обіцяли нам свободу, вбили її, вони всього лише кати.

### Підпільна діяльність
У червні 1793 року в Кан зібрались бунтівні депутати-жирондисти. Особняк інтендантства на вулиці Карм, де вони розміщувалися, став центром опозиції у вигнанні. Корде зустрілася з одним із депутатів-жирондистів, Жаном Шарлем Марі Барбару, клопочучись за позбавленої пенсії подругу по монастирю, канониссу Олександрін де Форбо, що емігрувала до Швейцарії. Це був привід для її поїздки в Париж, паспорт для якої вона отримала ще у квітні. Корде просила рекомендацію і запропонувала передати листи жирондистів друзям у столицю. Увечері 8 липня Корде отримала від Барбару рекомендаційний лист депутату Конвенту Деперре і кілька брошур, які Деперре повинен був передати прихильникам жирондистів. У записці-відповіді вона обіцяла написати Барбару з Парижа. Взявши листа від Барбару, Корде ризикувала бути заарештованою по дорозі в Париж: 8 липня Конвент прийняв декрет, що оголошує жирондистів у вигнанні «зрадниками батьківщини». У Кані про це стане відомо тільки через три дні. Перед від'їздом Шарлотта спалила всі свої папери і написала прощального листа батькові, в якому, щоб відвести від нього всі підозри, повідомляла, що їде в Англію.

### Париж

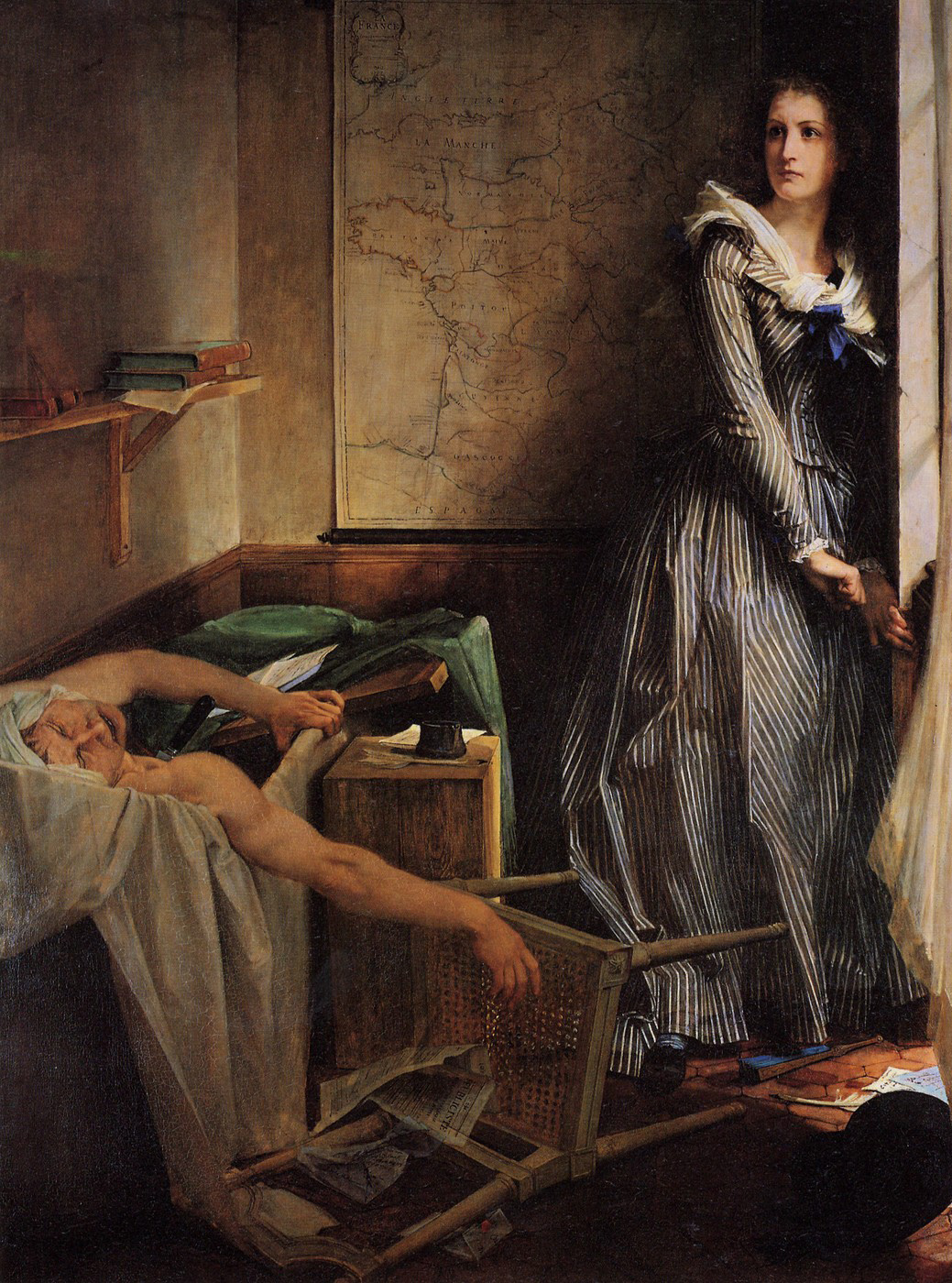
Шарлотта Корде. Картина художника Бодрі (1868), створена в період офіційного культу Корде і засудження революції при Наполеоні III. Полотно досить точно передає сцену вбивства Марата

Корде приїхала в Париж 11 липня і зупинилася в готелі «Провіданс» на вулиці Вьєз-Огюстен. З Деперре вона зустрілася ввечері того ж дня. Виклавши своє прохання у справі Форбо і домовившись з ним побачитися наступного дня вранці, Корде несподівано сказала: «Громадянине депутат, ваше місце в Кані! Біжіть, їдьте не пізніше завтрашнього вечора!». Наступного дня Деперре проводив Корде до міністра внутрішніх справ Гара, проте той був зайнятий і не приймав відвідувачів. У цей же день Деперре зустрівся з Корде ще раз: його папери, як і папери інших депутатів-прихильників жирондистів, були опечатані, він не міг їй нічим допомогти, а знайомство з ним стало небезпечним. Корде ще раз порадила йому тікати, але депутат не мав наміру «залишати Конвент, куди його обрав народ». 
Перед замахом Корде написала «Звернення до французів, друзів законів і світу»: ...Французи! Ви знаєте своїх ворогів, вставайте! Вперед! І нехай на руїнах Гори залишаться тільки брати і друзі! Не знаю, чи обіцяє небо нам республіканське правління, але дати нам в повелителі монтаньярів воно може тільки в пориві страшної помсти... О, Франція! Твій спокій залежить від виконання законів; вбиваючи Марата, я не порушую законів; засуджений всесвітом він стоїть поза законом. <...> О, моя батьківщино! Твої нещастя розривають мені серце, я можу віддати тобі тільки своє життя! І я вдячна небу, що я можу вільно розпорядитися ним; ніхто нічого не втратить з моєю смертю, але я не візьму приклад Парі і не стану сама вбивати себе. Я хочу, щоб мій останній подих приніс користь моїм співгромадянам, щоб моя голова, складена в Парижі, послужила б прапором об'єднання всіх друзів закону!...
У «Зверненні» Корде підкреслила, що діє без помічників і в її плани ніхто не втаємничений. У день вбивства текст «Звернення» і свідоцтво про своє хрещення Корде прикріпила шпильками під корсажем. 
Корде знала, що через хворобу Марат не буває в Конвенті і знайти його можна вдома.

### Вбивство Марата
Вранці 13 липня 1793 року Корде вирушила в Пале-Рояль, що називався в той час садом Пале-Егаліте, і купила в одній з крамниць кухонний ніж. До будинку Марата на вулиці Кордельєрів, 30 вона доїхала у фіакрі. Корде намагалася пройти до Марата, повідомивши, що прибула з Кана, щоб розповісти про змову, яка там готується. Однак цивільна дружина Марата Симона Еврар не пустила відвідувачку. Повернувшись до готелю, Корде написала лист Марату з проханням призначити зустріч після полудня, але забула вказати свою зворотну адресу.
Не дочекавшись відповіді, вона написала третю записку і ввечері знову поїхала на вулицю Кордельєрів. Цього разу вона досягла мети. Марат прийняв її, сидячи у ванні, де знаходив полегшення екземи. Корде повідомила йому про депутатів-жирондистів, які втекли до Нормандії, і вдарила його ножем після того, як той сказав, що незабаром відправить їх усіх на гільйотину.
Корде була схоплена на місці злочину. З в'язниці вона напише Барбару: «Я думала, що помру відразу; люди мужні й справді гідні усіляких похвал вберегли мене від цілком зрозумілої люті тих нещасних, яких я позбавила їх кумира».

### Реакція на вбивство Марата
Марат був оголошений жертвою жирондистів, що вступили в змову з роялістами. Верньо, коли до нього дійшли звістки з Парижа, вигукнув: «Вона (Корде) губить нас, але вчить нас помирати!». Огюстен Робесп'єр сподівався, що смерть Марата «завдяки обставинам, що супроводжували її», буде корисна республіці. За деякими думками, Корде дала привід перетворити Марата з пророка в мученика, а прихильникам терору винищувати своїх політичних супротивників. Мадам Ролан у в'язниці Сент-Пелажі шкодувала про те, що убито Марата, а не «того, який набагато більш винен» (Робесп'єр). За словами Луї Блана, Шарлотта Корде, яка заявила на суді, що «вбила одного, щоб врятувати сто тисяч», була найпослідовнішою ученицею Марата: вона довела до логічного завершення його принцип: принести в жертву небагатьох заради благополуччя всієї нації. 
Стихійно виник культ шанування Марата: по всій країні в церквах на вівтарях, задрапірованих триколірними полотнищами, виставлялись його погруддя, його порівнювали з Ісусом, на його честь перейменовували вулиці, площі, міста. Після пишної і довгої церемонії він був похований в саду Кордельєрів, а через два дні його серце урочисто перенесено в клуб Кордельєрів. 
Видавцеві «Бюлетеня Революційного трибуналу», який побажав опублікувати передсмертні листи і «Звернення» Шарлотти Корде, Комітет громадської безпеки відповів відмовою, вважаючи зайвим привертати увагу до жінки, «яка і без того викликає великий інтерес у недоброзичливців». Шанувальники Марата у своїх пропагандистських творах зображали Шарлотту Корде аморальною особистістю, старою дівою з головою, «напханою різного роду книгами», гордою, безпринципною людиною, що побажала прославитися на манер Герострата. 
Депутат з Майнца, доктор філософії Адам Люкс, переживав поразку жирондистів настільки, що вирішив обов'язково померти, протестуючи проти диктатури, надихнувся смертю Шарлотти Корде. 19 липня 1793 року він опублікував маніфест, присвячений Корде, де порівнював її з Катоном і Брутом. Він писав: 
Коли владу узурпувала анархія, не можна допускати вбивство, бо анархія подібна казковій гідрі, в якої на місці відрубаної голови негайно відростає три нових. Ось чому я не схвалюю вбивств Марата. І хоча цей представник народу перетворився на справжнє чудовисько, я все одно не можу схвалити його вбивства. І я заявляю, що ненавиджу вбивство і ніколи не заплямував ним руки. Але я віддаю належне піднесеній відвазі і захопленій чесноті, бо вони піднеслися над усіма іншими міркуваннями. І закликаю, відкинувши забобони, оцінювати вчинок за намірами того, хто його здійснює, а не за його виконанням. Майбутні покоління зуміють гідно оцінити вчинок Шарлотти Корде.
Люкс не приховував свого авторства, маючи на меті померти на тому ж ешафоті, що і Шарлотта. Він був заарештований, засуджений до страти за «образу суверенного народу» і гільйотинований 4 листопада 1793. 
Один з присяжних Революційного трибуналу, Леруа, бідкався, що засуджені, наслідуючи Шарлотті Корде, демонструють на ешафоті свою мужність: «Я б наказав перед стратою робити кровопускання кожному засудженому, щоб позбавити їх сил вести себе гідно».

### Цитати
Голова суду: Хто вселив Вам стільки ненависті?
Шарлотта Корде: Мені не треба було чужої ненависті, мені достатньо було своєї.

## Фільм
Про Корде був знятий фільм Анрі Ельмана «Шарлотта Корде» з Емілі Дек'єн в головній ролі.